# شيجوني سقاوة (مارغون)
شیجوني سقاوة (بالفارسية: شیجونی سقاوه) هي قرية تقع في إيران في قسم مارغون الريفي. يقدر عدد سكانها بـ 16 نسمة بحسب إحصاء 2016.